# Campello sul Clitunno
Campello sul Clitunno település Olaszországban, Umbria régióban, Perugia megyében. Lakosainak száma 2314 fő (2023. január 1.). Campello sul Clitunno Cerreto di Spoleto, Sellano, Spoleto, Trevi és Vallo di Nera községekkel határos.

## Népesség
A település népessége az elmúlt években az alábbi módon változott:
| Lakosok száma | 2451 | 2375 | 2314 |
|               | 2015 | 2018 | 2023 |